# Salamis (stad)
Salamis, Grieks: Σαλαμίς, is een stad in Griekenland. Salamis ligt op een hoogte van 20 meter boven zeeniveau, in het noordelijke deel van het gelijknamige eiland.
In de oostelijke regio Palukia (Παλούκια) is de belangrijkste haven van het eiland. De haven heeft een veerdienst naar Perama.
De kerk van St. Mina werd geopend in 1869 en bevat de werken van Yannulis Halepas.